# La tiranía de la falta de estructuras
La tiranía de la falta de estructuras es un ensayo escrito por la feminista estadounidense Jo Freeman inspirado en sus experiencias en los grupos de liberación de las mujeres creados en los años 60 sobre las relaciones de poder entre los colectivos radicales feministas.
El ensayo reflexionó sobre los experimentos del movimiento feminista al resistir la idea de líderes e incluso descartar cualquier estructura o división del trabajo. Sin embargo, como escribió Hilary Wainwright en la revista Z, Freeman describió cómo "esta aparente falta de estructura a menudo ocultaba una dirección informal, no reconocida e irresponsable que era aún más perniciosa porque se negaba su propia existencia". Como solución, Freeman sugiere formalizar las jerarquías existentes en el grupo sometiéndolas a control democrático.

## Usos
La frase ha sido utilizada para describir un problema en la organización, también se utiliza en relación con la "rigidez de la estructura," según la ecofeminista Starhawk.
En 2008 el Community Development Journal revisó el artículo como un "texto clásico" que los editores consideraron que había influido en la práctica del desarrollo comunitario. Ese año, un curso de la Escuela de Gobierno John F. Kennedy utilizó el documento en un curso sobre liderazgo.

## Historia de publicación
El ensayo fue escrito como discurso ofrecido en la Unión de Derechos de Mujeres del Sur en una conferencia en Beulah, Misisipi en mayo de 1970. Freeman ha declarado que se transcribió en 1971 para la revista feminista Notes from the Third Year (cuyos editores decidieron no incluirla) y se presentó a varias publicaciones del movimiento de liberación de mujeres, de las cuales solo una solicitó permiso para publicarla. Otros medios lo publicaron sin preguntar, y fue publicado oficialmente por primera vez en la revista The Second Wave en 1972. Fue publicado en forma de panfleto por Agitprop  en 1972, y más tarde por la Organización de Anarquistas Revolucionarios, Leeds Group, Reino Unido. En 1973, la autora publicó diferentes versiones en el Berkeley Journal of Sociology y en la revista Ms. También fue publicado en Feminismo Radical por Anne Koedt, Ellen Levine, y Anita Rapone. Impresiones posteriores incluyeron la de la Asociación de Trabajadores Anarquistas (Kingston Group), y en 1984 en un panfleto titulado Untying the Knot: Feminism, Anarchism & Organization, publicado conjuntamente por Dark Star Press y Rebel Press. (impreso por Aldgate Prensa).

## Crítica
Algunos anarquistas se han opuesto al análisis de Freeman porque también se ha aplicado a algunas organizaciones anarquistas. Howard J. Ehrlich discutió el impacto negativo del artículo sobre la organización anarquista en Reinventing Anarchy, Again. Cathy Levine escribió en 1979 una réplica titulada "La Tiranía de Tiranía".